# プラネット・J
プラネット・J（プラネットジェー）は、青森放送で放送されていたラジオ番組である。
1999年4月、海外生活に詳しい三上拓也と当時青森放送アナウンサーだった中田有紀とのコンビでスタートした。

内容は海外生活のあれこれを色々紹介していくというもので、世界各国に住む日本人などを中心にインターネットを駆使し世界各地の最新の情報を提供した。当時、青森放送ではEメールでの投稿は行われていなかったが、メールアドレスを開設してEメールの投稿を受け付けていた。
番組開始当初は録音による放送だったが、1999年10月に2時間の生放送にグレードアップした。またインターネット放送も実施し、生放送中のスタジオも見ることができたり、チャットのようなこともインターネットを通じてできた。また同番組で第38回ギャラクシー賞奨励賞を受賞するなど、地方ラジオ局の海外情報番組としてはかなりの評価を受けた。
2001年4月からは編成上1時間の放送となった。番組も録音となり、インターネット放送も終了。同年7月に中田が青森放送を退社するために番組を卒業。新たなパーソナリティーを立てずに三上単独での放送となった。その後、2002年3月に番組は終了した。